# Лэпушняну, Йон
Йон Лэпушня́ну (рум. Ion Lǎpuşneanu); 8 декабря 1908 — 25 февраля 1994) — румынский футболист, вратарь, участник первого чемпионата мира по футболу в составе сборной Румынии.

## Карьера

### Клубная
Начал карьеру в клубе «Банатул» из Тимишоары. Затем играл за «Спортул». Спустя три сезона перешёл в бухарестскую команду«Венус», а позже перебрался в «Рапид», в котором его карьера в 1938 году завершилась.

### В сборной
Дебют за сборную состоялся в сентябре 1929 года в товарищеском матче с болгарами. Лэпушняну участвовал в играх Балканского кубка, а также в матчах первого чемпионата мира в Уругвае. После завершения турнира он ещё некоторое время выступал за сборную, однако после 1932 года уже не играл за национальную команду.
| Матчи и пропущенные голы Йона Лэпушняну за сборную Румынии | Матчи и пропущенные голы Йона Лэпушняну за сборную Румынии | Матчи и пропущенные голы Йона Лэпушняну за сборную Румынии | Матчи и пропущенные голы Йона Лэпушняну за сборную Румынии | Матчи и пропущенные голы Йона Лэпушняну за сборную Румынии | Матчи и пропущенные голы Йона Лэпушняну за сборную Румынии | Матчи и пропущенные голы Йона Лэпушняну за сборную Румынии |
| ---------------------------------------------------------- | ---------------------------------------------------------- | ---------------------------------------------------------- | ---------------------------------------------------------- | ---------------------------------------------------------- | ---------------------------------------------------------- | ---------------------------------------------------------- |
| №                                                          | Дата                                                       | Место проведения                                           | Соперник                                                   | Счёт                                                       | Голы                                                       | Турнир                                                     |
| 1                                                          | 15 сентября 1929                                           | София, Болгария                                            | Болгария                                                   | 3:2                                                        | 2                                                          | Товарищеский матч                                          |
| 2                                                          | 4 мая 1930                                                 | Белград, Югославия                                         | Югославия                                                  | 1:2                                                        | 2                                                          | King Alexandru's Cup 1930                                  |
| 3                                                          | 25 мая 1930                                                | Бухарест, Румыния                                          | Греция                                                     | 8:1                                                        | 1                                                          | Балканский Кубок 1929-31                                   |
| 4                                                          | 14 июля 1930                                               | Монтевидео, Уругвай                                        | Перу                                                       | 3:1                                                        | 1                                                          | Чемпионат мира 1930                                        |
| 5                                                          | 21 июля 1930                                               | Монтевидео, Уругвай                                        | Уругвай                                                    | 0:4                                                        | 4                                                          | Чемпионат мира 1930                                        |
| 6                                                          | 12 октября 1930                                            | София, Болгария                                            | Болгария                                                   | 3:5                                                        | 5                                                          | Балканский Кубок 1929-31                                   |
| 7                                                          | 8 мая 1932                                                 | Бухарест, Румыния                                          | Австрия                                                    | 4:1                                                        | 1                                                          | Кубок Центральной Европы (любит.)                          |
| 8                                                          | 28 июня 1932                                               | Белград, Югославия                                         | Греция                                                     | 3:0                                                        | -                                                          | Балканский Кубок 1932                                      |
| 9                                                          | 3 июля 1932                                                | Белград, Югославия                                         | Югославия                                                  | 1:3                                                        | 3                                                          | Балканский Кубок 1932                                      |
| 10                                                         | 2 октября 1932                                             | Бухарест, Румыния                                          | Польша                                                     | 0:5                                                        | 5                                                          | Товарищеский матч                                          |

Итого: 10 матчей / 24 пропущенных гола; 5 побед, 0 ничьих, 5 поражений.

### Тренерская
После завершения карьеры игрока, Йон Лэпушняну стал тренером. В 1942—1943 гг. он работал со сборной Румынии. Несколько лет спустя тренировал клубы «Политехника Тимишоара» и «Арджеш».